# Michaił Rożkow
Michaił Wiktorowicz Rożkow (ros. Михаил Викторович Рожков, ur. 27 grudnia 1983 w Moskwie) – kazachski piłkarz grający na pozycji obrońcy, reprezentant kraju. Posiada także obywatelstwo rosyjskie.

## Kariera piłkarska

### Kariera klubowa
Rożkow rozpoczął młodzieżową karierę w Buriewiestniku Moskwa. Następnie występował w rosyjskich klubach Ałnas Almietjewsk i Nosta Nowotroick. W 2010 roku przeszedł do FK Astany, z którą zdobył dwukrotnie puchar Kazachstanu, a także superpuchar Kazachstanu. Jego karierę zakończył w grudniu 2012 roku wypadek samochodowy, w wyniku którego Rożkow złamał biodro i zapadł w śpiączkę.

### Kariera reprezentacyjna
W reprezentacji Kazachstanu zadebiutował 3 marca 2010 roku w meczu towarzyskim przeciwko Mołdawii. Rozegrał 15 spotkań.
| Mecze i gole w reprezentacji | Mecze i gole w reprezentacji | Mecze i gole w reprezentacji | Mecze i gole w reprezentacji | Mecze i gole w reprezentacji | Mecze i gole w reprezentacji | Mecze i gole w reprezentacji |
| Kazachstan                   | Kazachstan                   | Kazachstan                   | Kazachstan                   | Kazachstan                   | Kazachstan                   | Kazachstan                   |
| Lp.                          | Data                         | Miasto                       | Przeciwnik                   | Gol                          | Wynik                        | Rozgrywki                    |
| ---------------------------- | ---------------------------- | ---------------------------- | ---------------------------- | ---------------------------- | ---------------------------- | ---------------------------- |
| 1.                           | 03.03.2010                   | Antalya                      | Mołdawia                     |                              | 0:1                          | towarzyski                   |
| 2.                           | 11.08.2010                   | Astana                       | Oman                         |                              | 3:1                          | towarzyski                   |
| 3.                           | 03.09.2010                   | Astana                       | Turcja                       |                              | 0:3                          | el. ME 2012                  |
| 4.                           | 07.09.2010                   | Wals-Siezenheim              | Austria                      |                              | 0:2                          | el. ME 2012                  |
| 5.                           | 08.10.2010                   | Astana                       | Belgia                       |                              | 0:2                          | el. ME 2012                  |
| 6.                           | 12.10.2010                   | Astana                       | Niemcy                       |                              | 0:3                          | el. ME 2012                  |
| 7.                           | 03.06.2011                   | Astana                       | Azerbejdżan                  |                              | 2:1                          | el. ME 2012                  |
| 8.                           | 06.09.2011                   | Baku                         | Azerbejdżan                  |                              | 2:3                          | el. ME 2012                  |
| 9.                           | 07.10.2011                   | Bruksela                     | Belgia                       |                              | 1:4                          | el. ME 2012                  |
| 10.                          | 11.10.2011                   | Astana                       | Austria                      |                              | 0:0                          | el. ME 2012                  |
| 11.                          | 01.06.2012                   | Ałmaty                       | Kirgistan                    |                              | 5:2                          | towarzyski                   |
| 12.                          | 05.06.2012                   | Erywań                       | Armenia                      |                              | 0:3                          | towarzyski                   |
| 13.                          | 07.09.2012                   | Astana                       | Irlandia                     |                              | 1:2                          | el. MŚ 2014                  |
| 14.                          | 11.09.2012                   | Malmö                        | Szwecja                      |                              | 0:2                          | el. MŚ 2014                  |
| 15.                          | 12.10.2012                   | Astana                       | Austria                      |                              | 0:0                          | el. MŚ 2014                  |

## Sukcesy i odznaczenia

### Sukcesy piłkarskie
FK Astana
- zdobywca Pucharu Kazachstanu: 2010, 2012
- zdobywca Superpucharu Kazachstanu: 2011